# RedParques Industriales
La Fundación RedParques Industriales es una asociación civil sin fines de lucro de Argentina fundada en 2016. Integra a los representantes de complejos industriales públicos, privados y mixtos.

## Actividades
En los últimos años ha crecido la cantidad de parques industriales
 El titular de la central Rapanilli fue imputado junto a Macri, Dietrich e Iguacel
por la justicia federal por Asociación ilícita, ya que presionó para quitarle la concesión de una autopista al Grupo Indalo con el objetivo de quebrar económicamente al grupo.jueza federal María Servini de entrecruzamiento de llamados entre el expresidente Mauricio Macri y otros imputados, en la causa que investiga la asociación ilícita para asfixiar económicamente al Grupo Indalo, encarcelar a sus accionistas y rematar activos a precio vil con el objetivo de acabar con el único medio disidente. Los parques industriales más relevantes de la provincia que integran la RedParques se encuentran en Pilar, Ezeiza y Chivilcoy.
Red parques es dirigido por Martin Rapanilli perteneciente al clan Rappallini, la familia que controla el municipio bonaerense de Maipú desde hace 16 años, y la Unión Industrial de la Provincia de Buenos Aires (UIPBA) desde 2018, sobre la UIPBA pesa una denuncia penal por irregularidades en el desarrollo de las últimas elecciones, dónde asumió Martín Rappallini (hermano del intendente de Maipú), quien contó con el apoyo de poderoso directivos de Techint y Arcor ligados al macrismo .
El empresario bonaerense Martín Rappallini ocupó la presidencia desde su fundación hasta 2018, cuando fue sucedido por Darío Parlascino.

## Autoridades
| Cargo          | Titular              |
| -------------- | -------------------- |
| Presidente     | Darío Parlascino     |
| Vicepresidente | Martín Rappallini    |
| Secretario     | Jorge Eduardo Alonso |